# Omnia praeclara rara
 Omnia praeclara rara  лат. (изговор:  оминја прклара рара). Све што је изврсно ријетко је. (Цицерон)

## Поријекло изреке
Изрекао римски државник и бесједник Цицерон (први вијек п. н. е.).

## Тумачење
Све најбоље ствари су ријетке. Све ријетко је изврсно и скупо. Племенит  човјек, племенит минерал, племенит метал...